# Filippos Margaritis

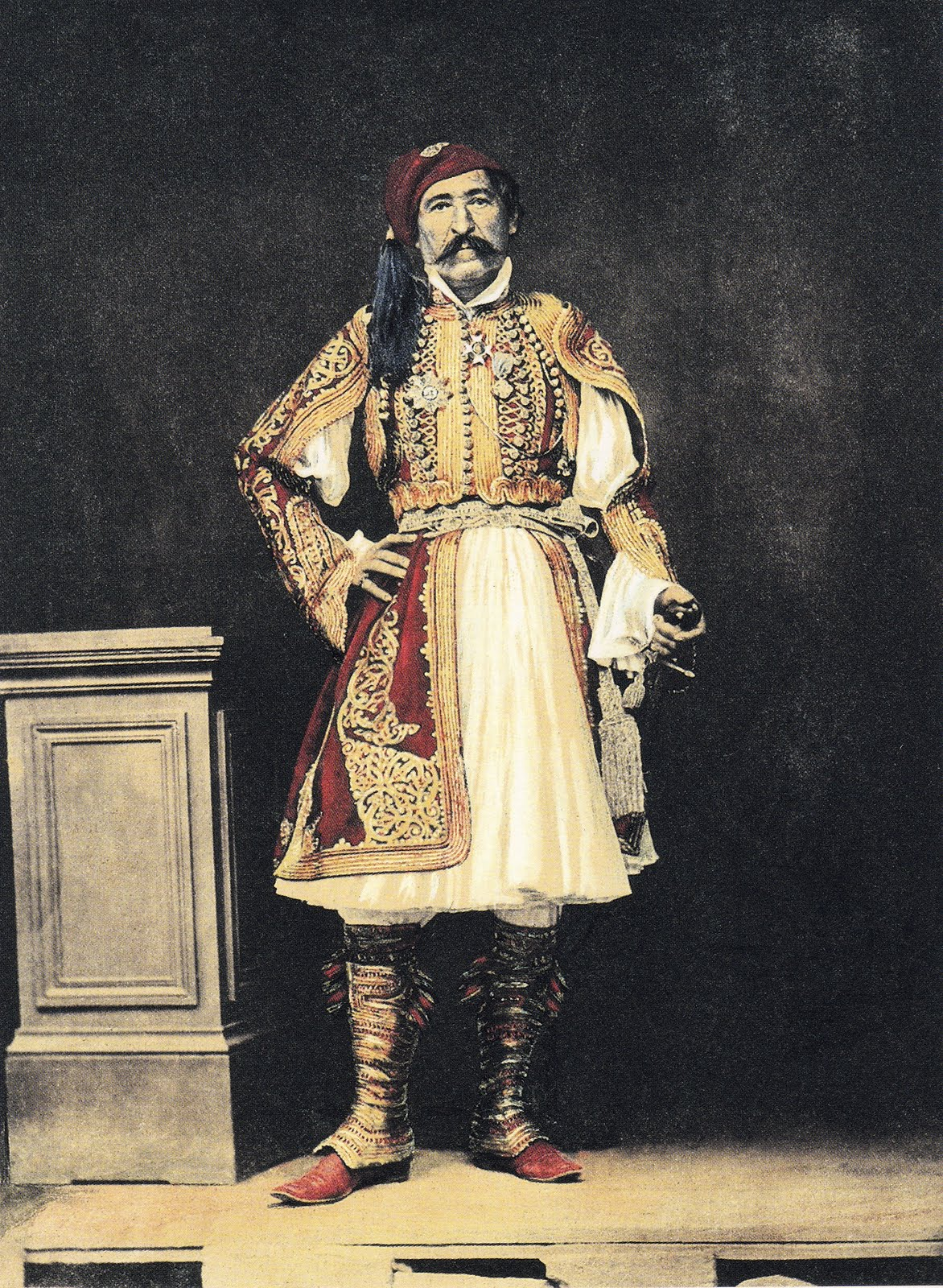
General Christodoulos Chatzipetros, 1855. Fotografía coloreada.

Filippos Margaritis (1810 - 1892) fue un pintor y fotógrafo griego. Está considerado como el primer fotógrafo griego.
Nació en Esmirna, cuando la ciudad pertenecía al Imperio otomano. Allí se inició en la pintura ya que en su familia se interesaban por las artes: su hermano Yeorgios era pintor y litógrafo. Con motivo de la Guerra de independencia de Grecia su familia tuvo que huir de la ciudad, instalándose en la isla de Psará y posteriormente en Roma, donde con una beca estudió pintura en la Academia de Roma. Tras su regreso a Grecia en 1842 fue nombrado profesor de dibujo de la Escuela de Artes y Oficios de Atenas, donde ejerció hasta 1863. 
En 1846 conoció al francés Philibert Perraud que le inició en el procedimiento del daguerrotipo. Dos años después el vicecónsul griego en Viena donó una cámara a la Escuela de Artes y Oficios con la que Margaritis comenzó a dar clases de daguerrotipia. En 1853 abrió un estudio fotográfico en la plaza de Menta 585 de Atenas y comenzó especializándose en fotografía de difuntos. En 1855 participó en la Exposición Universal de París.
Decidió exiliarse a Alemania tras la caída de Otón I de Grecia. Sin embargo, fundó la firma Margaritis-Konstantinou con su discípulo Yanis Konstantinou, lo que le permitió trabajar en ocasiones en Grecia y participar con esas fotografías en la Exposición Universal de Londres de 1862. Murió en 1892 en Wurzburgo.
Su obra sobre los monumentos griegos y sus paisajes la realizó principalmente mediante calotipos y copias a la albúmina. Pero fue el retrato la actividad a la que se dedicó más, entre sus modelos se encontraban los miembros de la corte de Otón I, pero también influyentes figuras políticas y artísticas, combatientes veteranos de la revolución de 1821 y también gente común; por lo que su trabajo es una buena documentación sobre las gentes del siglo XIX en Grecia. 